# Артур и войната на двата свята
„Артур и войната на двата свята“ (на френски: Arthur et la guerre des deux mondes) е френски анимационен филм от 2010 г.
Неговите продължения са „Артур и минимоите“ и „Артур и отмъщението на Малтазар“.

## Синхронен дублаж

### Озвучаващи артисти
| Роля                       | Изпълнител             |
| -------------------------- | ---------------------- |
| Артур                      | Георги Николов         |
| Селения                    | Антоанета Добрева-Нети |
| Бетамеш                    | Живко Джуранов         |
| Арчибалд                   | Калин Арсов            |
| Малтазар                   | Георги Тодоров         |
| Дейзи                      | Василка Сугарева       |
| Роуз                       | Мина Костова           |
| Арманд                     | Николай Пърлев         |
| Даркос                     | Любен Дилов            |
| Шевов/Пожарникар 1         | Александър Воронов     |
| Мъж 1/Страж 1/ Мартин/Бого | Стефан Сърчаджиев-Съра |
| Пожарникар водач           | Христо Узунов          |

| Обработка | Арс Диджитал Студио |
| --------- | ------------------- |